# LHFPL6
LHFPL6 (англ. LHFPL tetraspan subfamily member 6) – білок, який кодується однойменним геном, розташованим у людей на короткому плечі 13-ї хромосоми. Довжина поліпептидного ланцюга білка становить 200 амінокислот, а молекулярна маса — 21 598.
| 10         |  | 20         |  | 30         |  | 40         |  | 50         |
| ---------- |  | ---------- |  | ---------- |  | ---------- |  | ---------- |
| MASSLTCTGV |  | IWALLSFLCA |  | ATSCVGFFMP |  | YWLWGSQLGK |  | PVSFGTFRRC |
| SYPVHDESRQ |  | MMVMVEECGR |  | YASFQGIPSA |  | EWRICTIVTG |  | LGCGLLLLVA |
| LTALMGCCVS |  | DLISRTVGRV |  | AGGIQFLGGL |  | LIGAGCALYP |  | LGWDSEEVRQ |
| TCGYTSGQFD |  | LGKCEIGWAY |  | YCTGAGATAA |  | MLLCTWLACF |  | SGKKQKHYPY |
|            |  |            |  |            |  |            |  |            |

A: Аланін

C: Цистеїн

D: Аспарагінова кислота

E: Глутамінова кислота

F: Фенілаланін

G: Гліцин

H: Гістидин

I: Ізолейцин

K: Лізин

L: Лейцин

M: Метіонін

P: Пролін

Q: Глутамін

R: Аргінін

S: Серин

T: Треонін

V: Валін

W: Триптофан

Локалізований у мембрані.